# Chojchow
Chojchow är en ort i Mexiko.   Den ligger i kommunen San Juan Cancuc och delstaten Chiapas, i den sydöstra delen av landet, 800 km öster om huvudstaden Mexico City. Chojchow ligger 987 meter över havet och antalet invånare är 555.
Terrängen runt Chojchow är kuperad åt sydost, men åt nordväst är den bergig. Runt Chojchow är det ganska tätbefolkat, med 75 invånare per kvadratkilometer. Närmaste större samhälle är Pantelhó, 15,8 km nordväst om Chojchow. I omgivningarna runt Chojchow växer i huvudsak städsegrön lövskog.